# 무정가 일번지
"무정가 일번지"는 한국에서 제작된 이봉래 감독의 1966년 영화이다. 강신성일 등이 주연으로 출연하였고 김인동 등이 제작에 참여하였다.

## 출연

### 주연
- 강신성일
- 허장강
- 이예춘

## 기타
- 조명: 임호
- 미술: 홍성칠